# Zwölfapostelstein

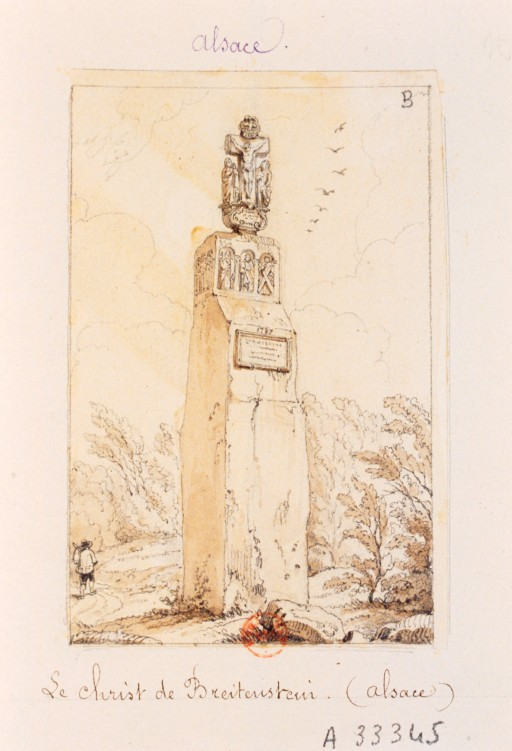
Zeichnung des Zwölfapostelsteins von Adrien Dauzats (1808–1868)

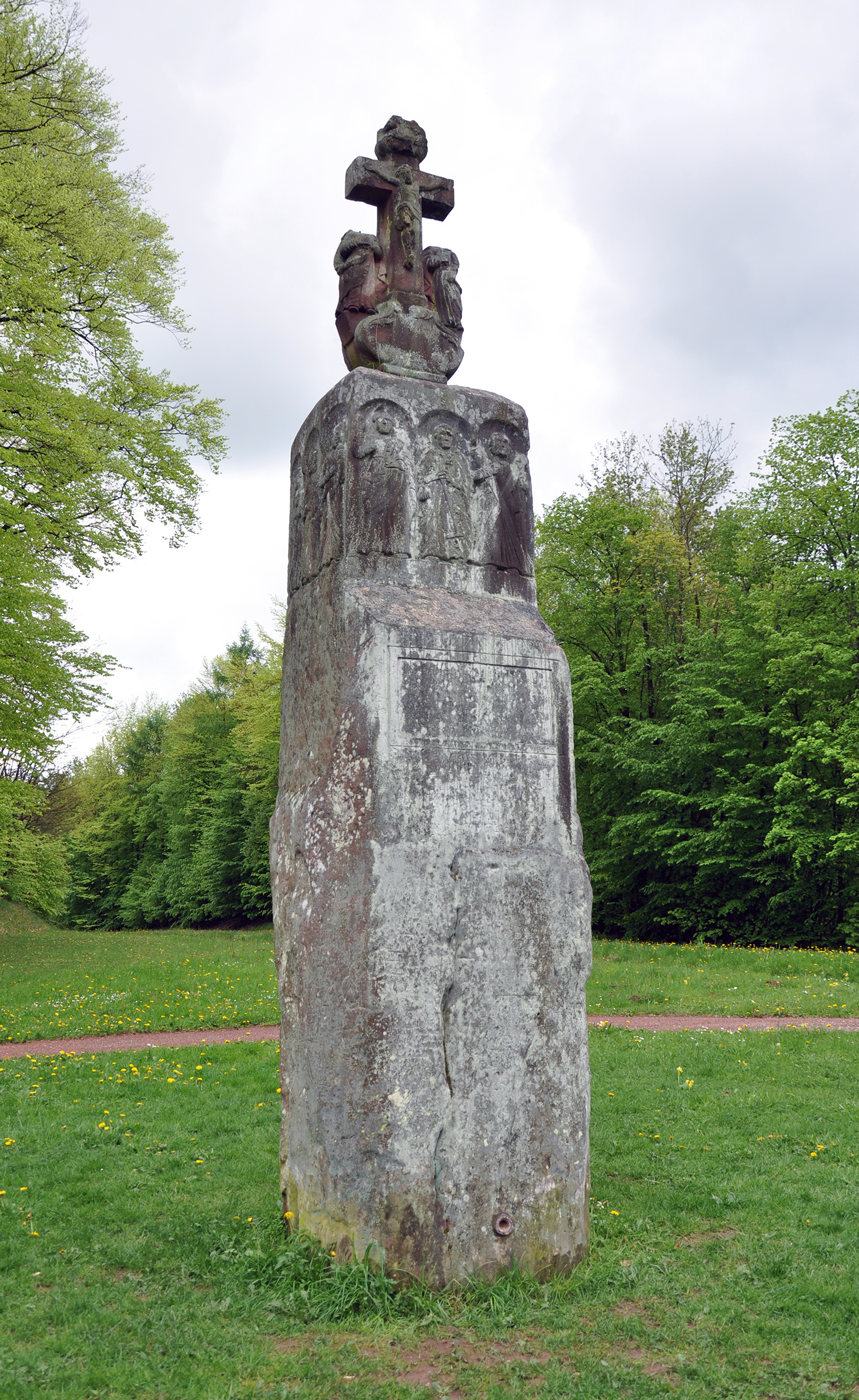
Zwölfapostelstein

Der Zwölfapostelstein (frz. Pierre des douze Apôtres; auch Breitenstein, lat. Petra lata) ist ein vorgeschichtlicher Menhir an der Verbindungsstraße zwischen Meisenthal, Mouterhouse (beide im Département Moselle) und Wingen-sur-Moder (Département Bas-Rhin) im Naturpark Nordvogesen (Parc Naturel Régional des Vosges du Nord). Seit dem Mittelalter bildet er eine Grenzmarke zwischen dem Elsass und Lothringen. Der aus einem einzigen Block Buntsandstein gehauene Monolith hat eine Höhe von etwa vier Metern.
Seine Vorgeschichte liegt im Dunkeln. Man vermutet, dass es sich um einen Kultstein aus keltischer („druidischer“) Zeit handelt. 1787 wurde der obere Teil zu einer Kreuzigungsgruppe (der gekreuzigte Christus mit zwei Marien) gestaltet. Darunter wurde ein schlichtes Relief mit den zwölf Aposteln herausgearbeitet.
Einer Legende nach hat der Reformator Philipp Melanchthon hier gepredigt.